# Ісмаїлі Гонсалвис дус Сантус
Ісмаї́лі Гонса́лвис дус Са́нтус (порт. Ismaily Gonçalves dos Santos; нар. 11 січня 1990, Анжеліка, Бразилія) — бразильський футболіст, лівий фланговий захисник «Лілля». Також викликався до табору національної збірної Бразилії на ЧС-2018, не зігравши жодного матчу.

## Клубна кар'єра

### Початок кар'єри
На старті футбольної кар'єри Ісмаїлі грав за молодіжну команду «Івіньема», а також за бразильські клуби «Деспортіво Бразіл» і «Сан-Бенту».
2009 року 19-річний захисник вирушив до Португалії, де йому був запропонований контракт клубом «Ештуріл». У сезоні 2009/10 він показав достатньо якісну гру, взявши участь у 30 матчах другого дивізіону, чим привернув увагу кількох клубів Прімейри.

### Ольяненсе
Влітку 2010 року Ісмаїлі приєднався до «Ольяненсе». Забив важливий гол у матчі проти «Віторії» Через два роки, протягом яких футболіст провів 42 матчі, забивши 2 м'ячі, покинув клуб.

### «Брага»
2012 року перейшов у «Брагу». У матчі кваліфікації Ліги чемпіонів 2012/13 Ісмаїлі з 30 метрів вразив ворота італійського «Удінезе», зробивши рахунок 1:1. У результаті «Брага» зуміла вийти в груповий етап, де гра бразильця привернула увагу представників донецького «Шахтаря».

### «Шахтар»
14 лютого 2013 року Ісмаїлі офіційно був представлений як гравець «Шахтаря». Сума трансферу склала 4 мільйони євро. 19 травня 2013 року дебютував за «гірників» у матчі чемпіонату проти запорізького «Металурга», в якому відзначився голом (3-3). Згодом виграв конкуренцію у В'ячеслава Шевчука. Мірча Луческу дав йому роль гравця, який повинен розганяти атаки по флангу, з якою він впорався. У деяких випадках гра «Шахтаря» йшла саме через нього. Через сезон став гравцем основної команди.

## Статистика виступів
Статистичні дані наведено станом на 12 грудня 2021 року
| Сезон                 | Команда               | Чемпіонат             | Чемпіонат | Чемпіонат | Кубок країни | Кубок країни | Кубок країни | Континентальні кубки | Континентальні кубки | Континентальні кубки | Інші змагання | Інші змагання | Інші змагання | Усього | Усього |
| Сезон                 | Команда               | Ліга                  | Ігор      | Голів     | Ліга         | Ігор         | Голів        | Ліга                 | Ігор                 | Голів                | Ліга          | Ігор          | Голів         | Ігор   | Голів  |
| --------------------- | --------------------- | --------------------- | --------- | --------- | ------------ | ------------ | ------------ | -------------------- | -------------------- | -------------------- | ------------- | ------------- | ------------- | ------ | ------ |
| 2009/2010             | «Ештуріл-Прая»        | СЛ                    | 30        | 1         | КП+КПЛ       | 1+7          | 0            | —                    | —                    | —                    | —             | —             | —             | 38     | 1      |
| 2010/2011             | «Ольяненсе»           | ПЛ                    | 17        | 1         | КП+КПЛ       | 2+5          | 0+1          | —                    | —                    | —                    | —             | —             | —             | 24     | 2      |
| 2011/2012             | «Ольяненсе»           | ПЛ                    | 25        | 1         | КП+КПЛ       | 1+1          | 0            | —                    | —                    | —                    | —             | —             | —             | 27     | 1      |
| Всього за «Ольяненсе» | Всього за «Ольяненсе» | Всього за «Ольяненсе» | 42        | 2         | —            | 9            | 1            | —                    | —                    | —                    | —             | —             | —             | 51     | 3      |
| 2012/2013             | «Брага»               | ПЛ                    | 12        | 1         | КП+КПЛ       | 4+2          | 0            | ЛЧ                   | 4                    | 1                    | —             | —             | —             | 22     | 2      |
| 2012/2013             | «Шахтар»              | УПЛ                   | 1         | 1         | КУ           | 0            | 0            | ЛЧ                   | 0                    | 0                    | СКУ           | 0             | 0             | 1      | 1      |
| 2013/2014             | «Шахтар»              | УПЛ                   | 11        | 2         | КУ           | 2            | 0            | ЛЄ                   | 1                    | 0                    | СКУ           | 0             | 0             | 14     | 2      |
| 2014/2015             | «Шахтар»              | УПЛ                   | 8         | 0         | КУ           | 2            | 0            | ЛЧ                   | 0                    | 0                    | СКУ           | 0             | 0             | 10     | 0      |
| 2015/2016             | «Шахтар»              | УПЛ                   | 10        | 3         | КУ           | 6            | 0            | ЛЧ+ЛЄ                | 2+8                  | 0                    | СКУ           | 1             | 0             | 27     | 3      |
| 2016/2017             | «Шахтар»              | УПЛ                   | 28        | 2         | КУ           | 1            | 0            | ЛЧ+ЛЄ                | 2+8                  | 0                    | СКУ           | 1             | 0             | 40     | 2      |
| 2017/2018             | «Шахтар»              | УПЛ                   | 29        | 3         | КУ           | 3            | 0            | ЛЧ                   | 8                    | 1                    | СКУ           | 1             | 0             | 41     | 4      |
| 2018/2019             | «Шахтар»              | УПЛ                   | 27        | 0         | КУ           | 3            | 0            | ЛЧ+ЛЄ                | 6+2                  | 2+0                  | СКУ           | 1             | 0             | 39     | 2      |
| 2019/2020             | «Шахтар»              | УПЛ                   | 21        | 2         | КУ           | 1            | 0            | ЛЧ+ЛЄ                | 6+3                  | 0                    | СКУ           | 1             | 0             | 32     | 0      |
| 2020/2021             | «Шахтар»              | УПЛ                   | 2         | 0         | КУ           | 0            | 0            | ЛЄ                   | 1                    | 0                    | СКУ           | 0             | 0             | 3      | 0      |
| 2021/2022             | «Шахтар»              | УПЛ                   | 12        | 0         | КУ           | 1            | 0            | ЛЧ                   | 7                    | 0                    | СКУ           | 1             | 0             | 21     | 0      |
| Всього за «Шахтар»    | Всього за «Шахтар»    | Всього за «Шахтар»    | 149       | 13        | —            | 19           | 0            | —                    | 54                   | 3                    | —             | 6             | 0             | 228    | 16     |
| Всього за кар'єру     | Всього за кар'єру     | Всього за кар'єру     | 233       | 17        | —            | 42           | 1            | —                    | 58                   | 4                    | —             | 6             | 0             | 339    | 22     |

## Досягнення

### «Шахтар»
- Чемпіон України з футболу (5):Чемпіон України: 2012-13, 2013-14, 2016-17, 2017-18
- Володар кубка України (4): 2012–13, 2015-16, 2016-17, 2017–18
- Володар Суперкубка України (4): 2014, 2015, 2017, 2021